# Pentti Uotinen
Pentti Uotinen   (Orimattila, 27 de setembre de 1931 - Lahti, 3 de novembre de 2010) fou un saltador d'esquí finlandès que va competir durant la dècada de 1950.
En el seu palmarès destaca la victòria al Torneig dels Quatre Trampolins de 1956-57, edició en la què guanyà la prova d'Oberstdorf. El 1952 va prendre part en els Jocs Olímpics d'Hivern d'Oslo, on fou vuitè en la prova del salt llarg del programa de salt amb esquís.